# Дандас (город, Миннесота)
Дандас (англ. Dundas) — город в округе Райс, штат Миннесота, США. На площади 4 км² (4 км² — суша, водоёмов нет), согласно переписи 2010 года, проживают 1367 человек. Плотность населения составляет 341,75 чел./км².
- Телефонный код города — 507
- Почтовый индекс — 55019
- FIPS-код города — 27-17126[1]
- GNIS-идентификатор — 0642978[2]